# ポンス・ヴィネッケ彗星
ポンス・ヴィネッケ彗星(ポン・ウィンネッケ彗星、英語: 7P/Pons-Winnecke) は周期6.32年の周期彗星である。1819年6月12日にジャン＝ルイ・ポンがマルセイユ天文台で、1858年3月9日にフリードリヒ・ヴィネッケがボン天文台でそれぞれ発見した。
1921年に回帰するときには衝突する可能性があると計算されたがヤーキス天文台の天文学者エドワード・エマーソン・バーナードが4月10日に衝突しないことを示した。1927年6月後半には約0.04 auまで地球に接近した。木星による摂動で軌道が変化したため、1916年、1921年、1927年にはポンス・ヴィネッケ彗星を母天体とする6月うしかい座流星群が活発であった。摂動により再び軌道が変化したため、現在はあまり見られない。

## 特徴

### 軌道
ポンス・ヴィネッケ彗星は周期6.32年で、軌道長半径は3.42 auである。2014年10月26日時点では近日点(太陽に最接近する地点)は1.24 au、遠日点は5.6 auであるが今後は周期・軌道長半径ともに変化していくと予測されている。
前回の近日点通過は2021年5月27日で見かけの等級は10にまで達した。前回までの近日点通過は以下の通りである。
- 1819年7月19日
- 1825年2月5日 (観測されず)
- 1830年8月22日 (観測されず)
- 1836年3月4日 (観測されず)
- 1841年9月14日 (観測されず)
- 1847年3月29日 (観測されず)
- 1852年10月12日 (観測されず)
- 1858年5月2日
- 1863年11月27日 (観測されず)
- 1869年6月30日
- 1875年3月12日
- 1880年12月4日 (観測されず)
- 1886年9月4日
- 1892年7月1日
- 1898年3月20日
- 1904年1月21日 (観測されず)
- 1909年10月9日
- 1915年9月2日
- 1921年6月13日
- 1927年6月21日
- 1933年5月18日
- 1939年6月22日
- 1945年7月10日
- 1951年9月8日
- 1957年12月4日 (観測されず)
- 1964年3月24日
- 1970年7月21日
- 1976年11月28日
- 1983年4月7日
- 1989年8月19日
- 1996年1月2日
- 2002年5月15日
- 2008年9月26日
- 2015年1月30日
- 2021年5月27日

次回の近日点通過は2027年8月25日と予測されている。2021年6月12日には地球に0.44 auまで接近した。2025年9月24日には木星に0.65 auまで接近すると予測されており、今後は公転周期が5.5年にまで短くなると考えられている。次回以降の近日点通過は以下の通りである。
- 2027年8月25日
- 2033年9月23日
- 2039年8月28日
- 2045年7月4日
- 2051年4月17日
- 2056年11月20日
- 2062年6月17日
- 2067年12月29日
- 2073年7月7日
- 2079年1月13日
- 2084年7月21日
- 2090年1月28日
- 2095年8月11日
- 2101年2月25日

### 大きさ
直径は5.2 kmと考えられている。